# 2026年冬季奥林匹克运动会摩纳哥代表团
2026年冬季奧林匹克運動會摩納哥代表團是摩納哥所派出的第25届冬季奥林匹克运动会代表團。這是該國第十二次參加冬季奧運會。

## 高山滑雪
摩納哥已有一男取得高山滑雪參賽資格。